# Ward Silloway
Ward Silloway (* 29. März 1909 in Grand Rapids (Michigan); † 1. Oktober 1965 in Chicago) war ein US-amerikanischer Jazzmusiker (Posaune, auch Gesang).

## Leben und Wirken
Silloway arbeitete ab den frühen 1930er-Jahren in den Swingbands von Joe Haymes, als Vokalist zu hören in „Louisville Lady“ und „I Cover the Waterfront“, in den folgenden Jahren bei Mike Doty („You’re My Thrill“ und als Sänger in „Annie Doesn’t Live Here Anymore“), Phil Harris und im Orchester von Bob Crosby, in dem er drei Jahre wirkte. Ab 1938 spielte er bei Tommy Dorsey, in dessen Orchester er Buddy Morrow ersetzte und auch als Solist fungierte. Ferner war er an Dorseys Aufnahmen mit Connee Boswell und Judy Garland beteiligt. 1944 wechselte er für kurze Zeit zu Benny Goodman. Anschließend spielte er in der Begleitband von Mildred Bailey, in den folgenden Jahren mit Freddie Slack, Stuff Smith, Billy Butterfield, ab 1953 auch in den Studioorchestern von Sy Oliver und Toots Camarata. Im Bereich des Jazz war er zwischen 1932 und 1956 an 130 Aufnahmesessions beteiligt, neben den Genannten auch mit Taft Jordan, Wingy Manone, Yank Lawson und Roy Eldridge. In den frühen 1960er-Jahren zog er nach Chicago, wo er im Herbst 1965 starb.